# Dasyhelea suntari
Dasyhelea suntari är en tvåvingeart som beskrevs av Remm 1993. Dasyhelea suntari ingår i släktet Dasyhelea och familjen svidknott. Inga underarter finns listade i Catalogue of Life.